# تشارلز كلايتون
تشارلز كلايتون (بالإنجليزية: Charles Clayton)‏ هو سياسي أمريكي، ولد في 5 أكتوبر 1825 في ديربيشاير في المملكة المتحدة، وتوفي في 4 أكتوبر 1885 في أوكلاند في الولايات المتحدة. حزبياً، نشط في الحزب الجمهوري. وقد انتخب عضو جمعية ولاية كاليفورنيا وانتخب عضو مجلس النواب الأمريكي.